# Timema landelsensis
Timema landelsensis is een insect uit de orde Phasmatodea (wandelende takken) en de familie Timematidae. De wetenschappelijke naam van deze soort is voor het eerst geldig gepubliceerd in 2001 door Vickery & Sandoval.